# Valdeganga
Valdeganga – gmina w Hiszpanii, w prowincji Albacete, w Kastylii-La Mancha, o powierzchni 70,76 km². W 2011 roku gmina liczyła 1980 mieszkańców.